# Tussentitel

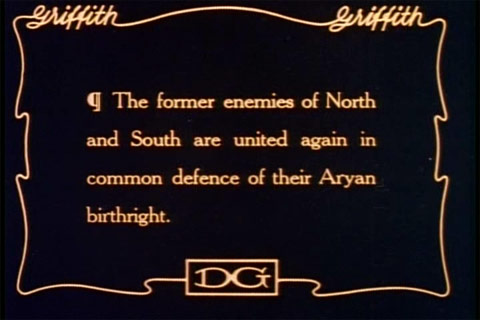
Een tussentitel van de film The Birth of a Nation (1915).

Een tussentitel is in de filmwereld een stilstaand beeld met tekst, gemonteerd in de film. De tussentitel werd vooral gebruikt ten tijde van de stomme film om het verhaal te verduidelijken en toe te lichten. Nadat de geluidsfilm opkwam, werd de tussentitel vervangen door de vertelstem.
Ook in het huidige tijdperk waarin films met geluid de norm zijn geworden, gebruiken sommige regisseurs de tussentitel nog uit artistieke overwegingen, zoals in de tv-serie Frasier. In Law & Order wordt de tussentitel gebruikt om de locatie van de daaropvolgende scène aan te geven.